# Liste der Baudenkmale in Collingwood
Die Liste der Baudenkmale in Collingwood umfasst alle vom New Zealand Historic Places Trust (NZHPT) als „Historic Place“ oder „Historic Area“ eingestuften Baudenkmale und Flächendenkmale der neuseeländischen Ortschaft Collingwood. Die Angaben stammen aus dem Register des NZHPT. Die Bezeichnungen der Baudenkmale orientieren sich an diesem Register. In die Liste werden auch bekannte Wahi Tapu (Area), kulturell und religiös bedeutsame Stätten und Gebiete der Māori, aufgenommen. Sie werden jedoch meist nicht publiziert.

| Bild                   | Bezeichnung                                | Ort         | Anschrift                             | Beschreibung                             | Bauzeit   | Eintrag           | Nummer | Kat. |
| ---------------------- | ------------------------------------------ | ----------- | ------------------------------------- | ---------------------------------------- | --------- | ----------------- | ------ | ---- |
| St Cuthbert's Church   | St Cuthbert's Church                       | Collingwood | 15 Elizabeth Street Karte             | Kirche, anglikanische                    | 1873      | 14. Februar 1991  | 1626   | 1    |
| weitere Bilder         | Post Office                                | Collingwood | 16 Tasman Street Karte                | Postamt, ehemaliges                      | 1905–1906 | 13. Dezember 1990 | 5111   | 1    |
| Collingwood Courthouse | Collingwood Courthouse                     | Collingwood | Elizabeth Street and Gibbs Road Karte | Gerichtsgebäude, ehemaliges              | 1904      | 2. April 2004     | 1544   | 2    |
| weitere Bilder         | Exton House                                | Collingwood | 54 Beach Road Karte                   | Wohnhaus                                 | n.a.      | 15. Februar 1990  | 5124   | 2    |
| weitere Bilder         | Collingwood Museum (Former Council Office) | Collingwood | 2 Tasman Street Karte                 | frühere Gemeindeverwaltung, heute Museum | n.a.      | 15. Februar 1990  | 5125   | 2    |